# Hyperinflace

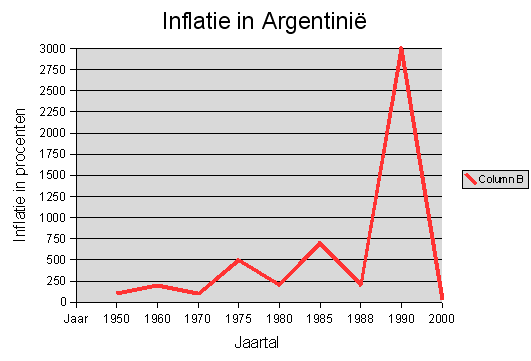
Hyperinflace v Argentině

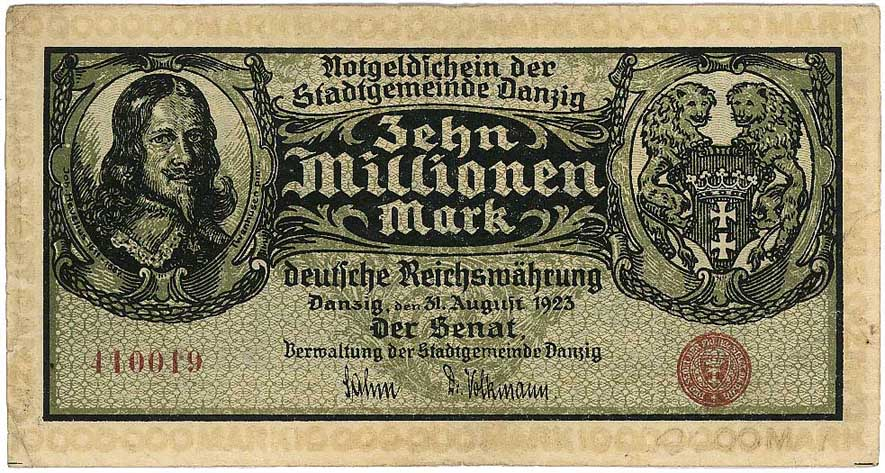
Desetimilionová německá bankovka z roku 1923

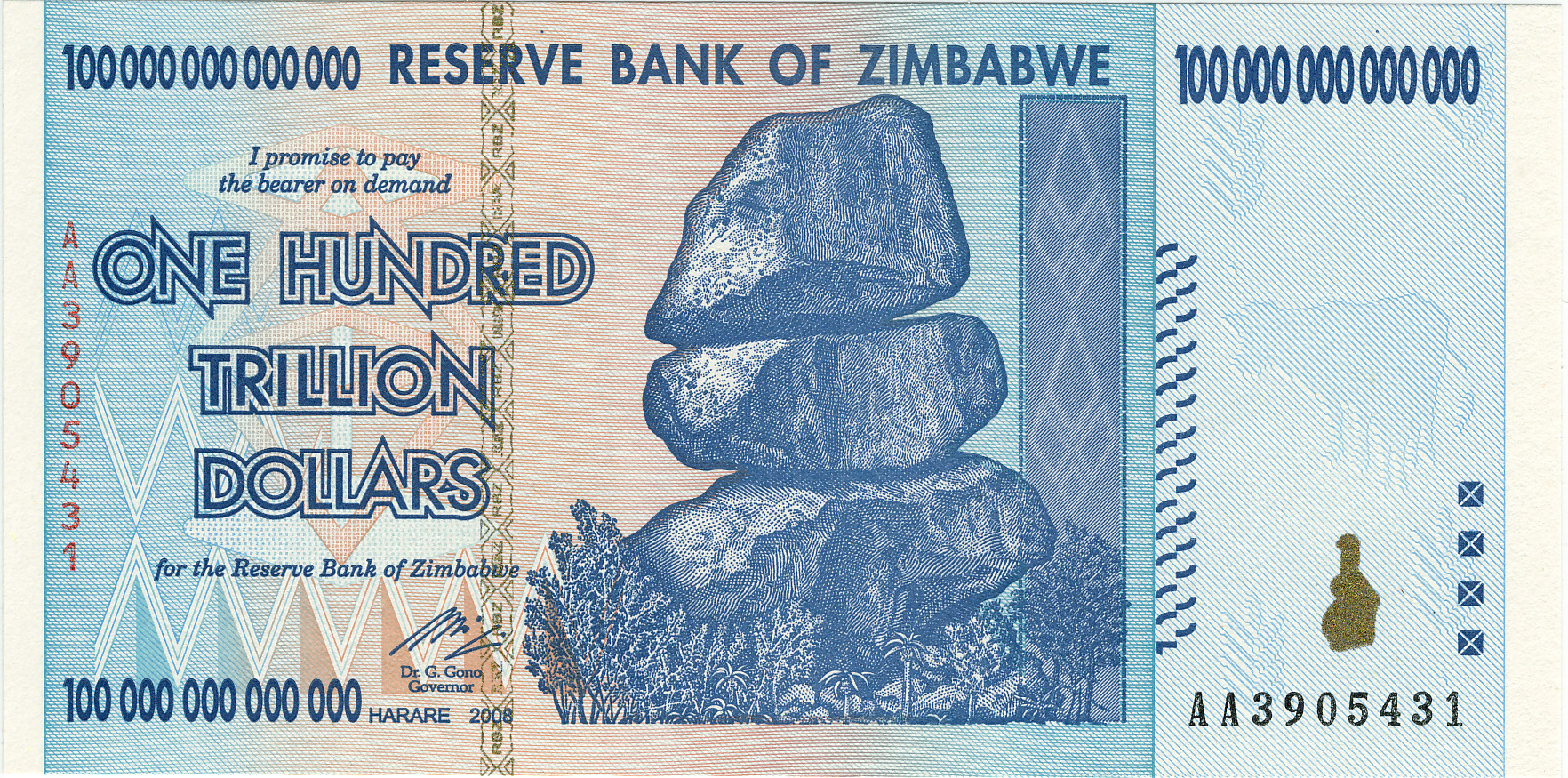
Stobilionová zimbabwská bankovka z roku 2009

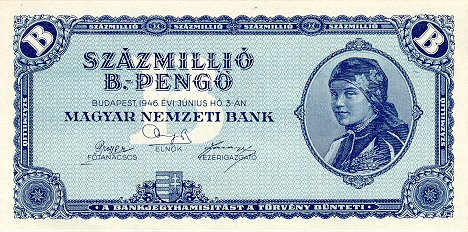
100 trilionů (10^{20}) maďarských pengő z Maďarska (1946), největší bankovka, která kdy byla vydána. Byly vytištěny i bankovky v hodnotě 1 triliardy maďarských pengő, ale nikdy nebyly uvedeny do oběhu

Hyperinflace je jedním ze tří druhů inflace (mírná inflace, pádivá inflace a hyperinflace). Je to inflace vyjádřená tři a víceciferným číslem (více než 100 %)[zdroj⁠?!] Pro ekonomiku to znamená rozpad peněžního systému a zhroucení hospodářských vazeb. Peníze jsou znehodnocené, přestávají plnit svoji funkci – nejsou uchovatelem hodnoty, z výměnných procesů jsou vytlačovány výměnou zboží. Postkeynesovci chápou hyperinflaci jako kvalitativně-kvantitativní fenomén. Tento přístup zdůrazňuje úlohu distribučního konfliktu, mechanismu indexace mezd a zisků, omezení platební bilance, očekávání devalvace a postupného odmítání národní měny ve prospěch cizí měny.
Přestože se jedná o krajní případ, je možné jej sledovat jak v minulosti, tak i v přítomnosti.

## Post-keynesovská teorie hyperinflace
Postkeynesovský teoretický přístup zdůrazňuje úlohu tří proměnných, aby bylo možné pochopit vznik hyperinflace: virulentní distribuční konflikt sociálních skupin; přítomnost mechanismů indexace; a konečně substituce domácí měny do jedné nebo více cizích měn v důsledku křehkosti platební bilance poznamenané strukturálním současným schodkem v kontextu očekávání ohledně směnného kurzu. 
PKM pozoruje, že přechody z jednoho inflačního režimu do druhého jsou často vyvolány exogenními faktory (změna cen komodit, skokové změny směnného kurzu, odliv kapitálu atd.). PKM také naznačují, že v důsledku efektu rohatosti a přetrvávání institucionálních mechanismů je obtížné vrátit se z hyperinflace do režimu vysoké inflace, z režimu vysoké inflace do režimu mírné a z režimu mírné inflace do režimu nízké inflace. Změny v inflačních režimech obecně nejsou způsobeny expanzivními politikami, ale exogenními šoky v kontextu rostoucí inflace. Protože většina zemí dnes žije v kontextu nízké inflace – charakterizované nezaměstnaností a nízkou úrovní využití kapacit – expanzivní politiky nebudou v krátkodobém horizontu vysoce inflační. Firmy investují v reakci na fiskální stimuly a zvýšení efektivní poptávky, aby zvýšily svou výrobní kapacitu a nepřekročily běžnou úroveň využití kapacit. Taková pozorování posilují potřebu průmyslových politik a obecněji politik určených k omezení vystavení ekonomiky vnějším šokům.
Ve dvacátém století došlo k epizodám vysoké inflace a hyperinflace po dvou světových válkách, po latinskoamerických dluhových krizích a po rozpadu socialistického bloku. Ve všech těchto historických událostech byly přítomny krize platební bilance, prudké znehodnocení měny a fiskální krize. Neoklasická ekonomie vždy zdůrazňovala fiskální složku a zanedbávala vše ostatní. Na druhé straně se postkeynesiánci obecně dívali na normální časy, inflaci ve vyspělých zemích a zdůrazňovali roli distribučního konfliktu.
- Za prvé, původ procesů vysoké inflace a hyperinflace je třeba hledat v krizích platební bilance.
- Za druhé, fiskální deficity jsou výsledkem, nikoli příčinou inflačních procesů.
- Za třetí, úroková (měnová) politika v postkeynesiánském rámci nemůže být jednoduše zredukována na „levné peníze“, jakmile budou zavedeny úvahy o platební bilanci.

Existují dva výklady německé hyperinflace. Někteří autoři zdůrazňují roli reparací, devalvace měn a distribučního konfliktu, jiní zdůrazňují fiskální nerovnováhu a monetizaci veřejného dluhu. Pro Helffericha byla hlavní příčina hyperinflace nalezena v reparacích Versailleské smlouvy. Obchodní deficity vedly k znehodnocení navzdory kontrole německých úřadů. Trvale nepříznivá obchodní bilance, způsobená válkou a uvalením Versailleské smlouvy, vedla k znehodnocení měny. Kauzalita jde od směnného kurzu k cenové hladině. To znamená, že růst cenové hladiny nemůže souviset s nárůstem peněžní zásoby. Joan Robinson (1938, s. 74) poznamenala, že neexistuje žádné vysvětlení role mezd v inflačním procesu. Podle jejích slov "ani devalvace, ani rozpočtový deficit nemohou samy o sobě vysvětlit inflaci. Ale pokud se do příběhu vnese nárůst peněžních mezd, může být jasně vidět role, kterou každý z nich hraje." Existuje inverzní vztah mezi reálnou mzdou a směnným kurzem, takže znehodnocení vede k poklesu reálné mzdy. Pokud se pracující budou bránit poklesu reálné mzdy, protože obchodovatelné statky jsou například důležitou složkou mzdového koše, pak se zvýší domácí náklady a s nimi i ceny.
Sébastien Charles a Jonathan Marie ukázali, že transformující ekonomika, jako byla ta bulharská v roce 1990, může vyvolat hyperinflaci bez jakéhokoli násilného distribučního konfliktu: přechod a bankovní krize vyvolávají inflaci. Směnný kurz je rozhodující pro vznik hyperinflační dynamiky (a tedy nedůvěry k domácí měně).
Ruská ekonomika v letech 1991-1998 byla charakterizována nahrazením bankovních vkladů hotovostí, barterem a mezipodnikovými nedoplatky jako zvláštními platebními prostředky. Rozmainsky to označuje za "měnovou degradaci", protože vytvořil další překážky financování investic, přispěl ke kriminalizaci a přispěl k inflaci tlačící náklady. To vše by mohlo být zničující pro vytvoření měnové kapitalistické ekonomiky v Rusku. Hlavní příčina měnové degradace je spojena s neschopností vlády účinně vymáhat smlouvy v důsledku prudkých institucionálních změn vyvolaných politikou šokové terapie. Radikální "přechod k tržnímu systému" prostřednictvím šokové terapie posílil tyto překážky racionálního chování. Na jedné straně radikální reformy zvýšily nejistotu. Na druhou stranu, díky těmto reformám se obyčejní Rusové potýkali s velkým množstvím informací, které byly složité především pro vnímání zboží a finančních trhů. Ruská zkušenost s budováním kapitalismu považována za jedinečný experiment. Historické, kulturní a socioekonomické podmínky specifické pro Rusko jsou nepřekonatelné překážky pro jakoukoli agendu neoklasických reforem tržního fundamentalismu.
Režim, který vládl před rokem 1980 a který se odtrhl od koloniálních dohod s Británií, vytvořil podmínky, které ničí Zimbabwe. Běloši, kteří tvořili 1 % populace, vlastnili 70 % nebo více produktivní půdy. Po občanské válce v roce 1970 a uznání nezávislosti v roce 1980 Mugabeho vláda víceméně dohlížela na relativně zlepšený růst s dostatečně stabilními výsledky inflace. Růst HDP vypadal jako u mnoha jiných národů – proměnlivý a obvykle pozitivní, s výjimkou krutého sucha v letech 1992-93. Problémy přišly po roce 2000, kdy Mugabe zavedl pozemkové reformy. Bojovníkům, kteří získali zimbabwskou svobodu od koloniálních pánů, bylo dovoleno prostě převzít produktivní komerční farmy vlastněné bílými, které dosud živily obyvatelstvo a byly největším zaměstnavatelem. Z ekonomického hlediska však převzetí farmy a kolaps produkce potravin byl katastrofální. Nezaměstnanost vzrostla na 80 procent. 45 procent kapacity produkce potravin bylo zničeno. Ostatní infrastruktura byla zničena a omezení protékala dodavatelským řetězcem. Výrobní produkce klesla v roce 2005 o 29 %, v roce 2006 o 18 % a v roce 2007 o 28 %. V roce 2007 bylo využito pouze 18,9 % průmyslové kapacity Zimbabwe. To odráželo řadu věcí, včetně nedostatku surovin. Reakce vlády na nákup politických výhod zvýšením čistých výdajů bez zvýšení výrobní kapacity  vyvolala inflaci a pak hyperinflaci.
Podle M. Kulesza je hlavní příčinou nejisté hospodářské situace ve Venezuele je dlouhodobá neschopnost provést strukturální změny, zajistit průmyslovou diverzifikaci a snížit závislost na vývozu ropy. Příznaky holandské nemoci jsou pozorovány při dlouhodobém nadhodnocení měny během období vysokých příjmů z ropy. Tváří v tvář rostoucímu vnějšímu omezení úřady zavádějí přísný přídělový systém v cizí měně. To zase podněcuje inflaci v důsledku vnějších bottlenecks, protože mnoho odvětví čelí omezením nabídky, protože jsou závislá na dovozu výrobních vstupů. To vede k regresivnímu rozdělování příjmů, což přispívá k rostoucímu distribučnímu konfliktu a dále podněcuje inflaci, neboť pracující se staví proti snižování reálných mezd. Měnový přídělový systém navíc vyvíjí tlak na černý trh s devizami, neboť očekávání devalvace se zvyšují, což vede k paralelní spirále devalvace a inflace trhu, která hrozí, že se změní v hyperinflaci. Nicméně Kulesza tvrdí, že hyperinflace podle navrhovaného postkeynesiánského rámce (substituce domácí měny na cizí měnu) se neuskutečnuje navzdory prudce rostoucím cenám kvůli zvláštnímu institucionálnímu nastavení - devizové kontroly, které jsou zavedeny od roku 2003. To brání úplnému nahrazení měny.

## Příklady hyperinflace
Vyjádření měsíční míry inflace:
- Německo po první světové válce (rok 1923 – 32 400 %)
- Polsko v roce 1989 – 1990
- Maďarsko po druhé světové válce (rok 1946 – 41,9 biliard (4,19×1016) %, ceny se zdvojnásobily jednou za patnáct hodin)[15]
- Bolívie v roce 1985
- Nikaragua a Brazílie v roce 1990
- Rusko v roce 1992 (2508,8 %) [16]
- Zimbabwe od roku 2007 do roku 2009 (roku 2007 24 tisíc[17] až 100 tisíc %,[18] v červnu 2008 dosáhla 11,27 milionů %,[19] v prosinci 2008 231 milionů %,[20] na konci roku 2009 však již jen asi 5,1 %[zdroj?])
- Venezuela od roku 2016 (odhady Mezinárodního měnového fondu ji předpovídají 1660 % za rok 2017)[21]

## Hyperinflace v kultuře
Hyperinflace v Německu po první světové válce zobrazena v románu  Ericha Maria Remarqua Černý obelisk.